# Grande traversata del Biellese
La Grande traversata del Biellese (GtB) è un itinerario escursionistico che attraversa a quota medio-bassa tutta la Provincia di Biella.

## Storia
La traversata è nata nel 1998 dalla collaborazione tra la Provincia di Biella e la CASB (Consociazione Amici Sentieri Biellesi). Ispirata anche dall'esperienza della Grande Traversata delle Alpi (GTA), mira ad incentivare la pratica dell'escursionismo in un territorio i cui sentieri erano in passato quasi sconosciuti al di fuori di un ambito strettamente locale. In un breve tratto, nei pressi di Oropa, si sovrappone al percorso della Grande Traversata delle Alpi. La GtB è in parte complementare all'Alta Via delle Alpi Biellesi, un altro lungo trekking con caratteristiche in parte alpinistiche il quale percorre (a quote decisamente più alte) lo spartiacque Cervo-Lys.

## Caratteristiche

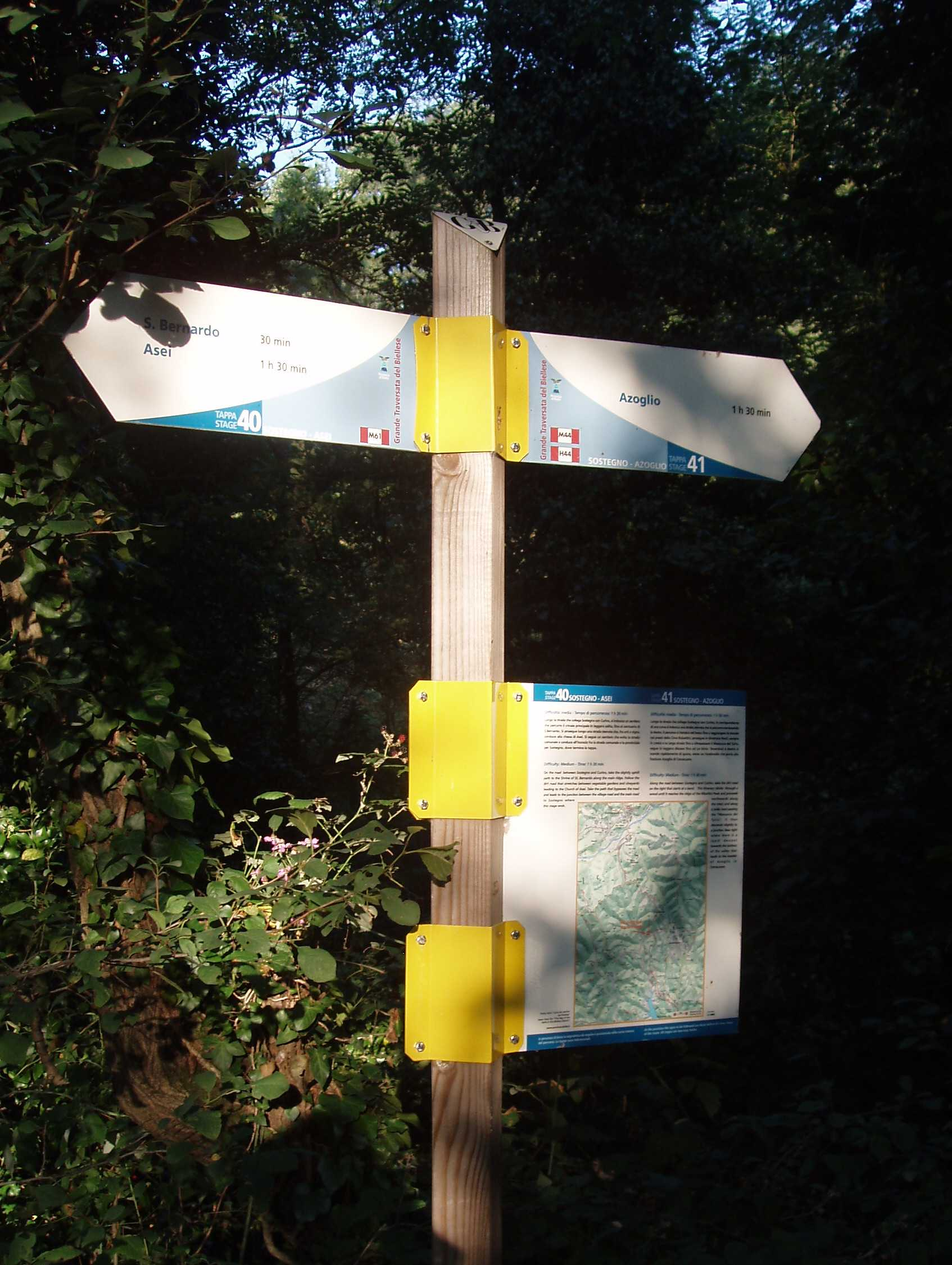
Un pannello ad inizio tappa

La traversata ha una lunghezza complessiva di 234 km ed è marcata con segnavia metallici gialli a sezione triangolare con il logo GtB. Questi vengono in genere posizionati nella parte interna delle curve. All'inizio di ogni tappa si trovano pannelli con la cartina e una sommaria descrizione del percorso. Altri pannelli a contenuto didattico sono posizionati nei punti di particolare interesse culturale o naturalistico.
Da un'area download del sito della GtB è possibile scaricare, oltre che le descrizioni testuali delle tappe, anche le mappe in formato JPEG e i tracciati GPS delle stesse.

## Percorso
Il percorso è ad anello e il punto di partenza e di arrivo sono al santuario di Oropa. È diviso in 57 brevi tappe che partono ed arrivano in località raggiungibili in auto o con i servizi pubblici. A loro volta le tappe sono state aggregate formando 15 tratte che un escursionista medio può percorrere abbastanza comodamente in giornata:
- Da Oropa a Graglia;
- da Graglia a Torrazzo;
- da Torrazzo a Viverone;
- da Viverone a Cerrione;
- da Cerrione a Mongrando;
- da Mongrando a Pollone;
- da Pollone a Zumaglia;
- da Zumaglia a Cerreto Castello;
- da Cerreto Castello a Castellengo;
- da Castellengo a Brusnengo;
- da Brusnengo a Crevacuore;
- da Crevacuore a Coggiola;
- da Coggiola a Piane di Veglio;
- da Piane di Veglio a Quittengo;
- da Quittengo a Oropa;

## Pernottamento
La GtB non ha posti tappa convenzionati; l'escursionista può pernottare nelle molte strutture ricettive che si incontrano lungo il cammino. Sul sito web dedicato alla traversata esiste un motore di ricerca che consente di trovare quelle disponibili nei vari paesi attraversati.
Presso i santuari di Graglia, Oropa e San Giovanni d'Andorno è possibile utilizzare le foresterie dei complessi religiosi.